# Снос дома семьи Ян

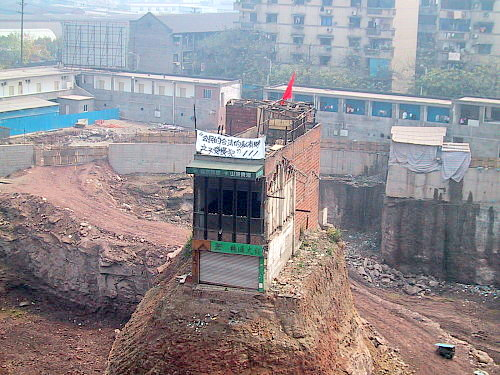
Дом семьи Ян посреди строительного котлована

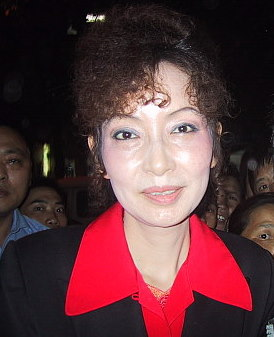
У Пин — хозяйка дома

Снос дома семьи Ян (кит. 杨) в Чунцине — события, связанные с выселением семьи, проживавшей в районе Цзюлунпо города Чунцин (КНР).
Чтобы заставить не желавшую переезжать семью выехать из принадлежащего им дома, застройщик вырыл котлован под строительство фундамента глубиной 10 метров, так что дом превратился в одиноко стоящий «остров». Несмотря на это, семья по-прежнему отказывалась выезжать из своего дома. В начале марта 2007 года во множестве китайских интернет-форумов один за другим появились сообщения об этих событиях под заголовком «Самая крутая в истории отказывающаяся переезжать семья» (кит. 史上最牛钉子户). Вскоре эти события привлекли внимание китайской и международной прессы.
Одновременно с этими событиями в Пекине проходил V съезд Всекитайского собрания народных представителей 10 созыва, который принял закон «О собственности», призванный защищать законные права домовладельцев, что ещё более подогрело настроения в обществе. Подобные конфликты довольно часто возникают в Китае. Зачастую, особенно в сельской местности, они разрешаются местными властями с применением полицейской силы.
В соответствии с постановлением районного суда, домовладельцы должны были освободить участок до 22 марта, в противном случае их должны были заставить это сделать; однако затем этот срок был продлён до 10 апреля. 25—26 марта обсуждение данного события в китайской прессе резко сократилось, журналисты один за другим стали покидать место событий. 31 марта районное правительство провело пресс-конференцию, на которой выразило надежду на мирное разрешение конфликта между семьёй Ян и застройщиком.
2 апреля 2007 года события начали стремительно развиваться. В первой половине дня владельцы дома супруги Ян У и У Пин достигли соглашения с застройщиком о предоставлении им равной по площади квартиры в том же районе. Через несколько часов хозяева дома сняли с него флаг КНР и дацзыбао, висевшие на нём на протяжении всего конфликта, а вечером того же дня застройщик приступил к сносу дома.